# Distretto di La Unión (Piura)
Il distretto di La Unión è uno dei nove distretti della provincia di Piura, in Perù. Si trova nella regione di Piura e si estende su una superficie di 213,16 chilometri quadrati.

Istituito il 28 dicembre 1927, ha per capitale la città di La Unión; nel censimento 2005 contava 34.540 abitanti.